# 57
Het jaar 57 is het 57e jaar in de 1e eeuw volgens de christelijke jaartelling.

## Gebeurtenissen

### Europa
- Koning Marius (r. 57-97) volgt zijn vader Arvirargus op als heerser van Brittannië tijdens de Romeinse bezetting.

### China
- Han Mingdi (r. 57-75) regeert als keizer over het Chinese Keizerrijk. Hij ontvangt in Luoyang voor het eerst een gezantschap uit Japan.

### Klein-Azië
- Paulus, de apostel, begint een zendingsreis naar Macedonië en schrijft in Thessaloniki zijn tweede brief aan de Korinthiërs.

## Geboren
- Han Zhangdi, keizer van het Chinese Keizerrijk (overleden 88)